# Cesare Saccaggi

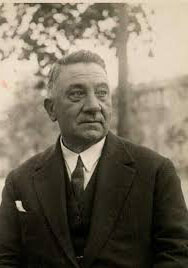
Cesare Saccaggi in den 1920er Jahren

Cesare Saccaggi (* 7. Februar 1868 in Tortona; † 3. Januar 1934 ebenda) war ein italienischer Maler.

## Leben
Der aus einfachen Verhältnissen stammende Cesare Saccaggi zeigte bereits früh seine Interesse für die Malerei. Von seinen künstlerischen Fähigkeiten aufmerksam gemacht, nahm ihn der Gelegenheitsmaler Baron Alessandro Cavalchini Garofoli unter seine Obhut. Der Baron brachte ihm die ersten maltechnischen Schritte bei.
Nachdem er erstaunliche Fortschritte in seiner Maltechnik gezeigt hatte, schrieb er sich 1874 mit 14 Jahren an der Accademia Albertina für schöne Künste in Turin ein. An der Kunstakademie, die er 1890 abschloss, war er unter anderem Schüler von Pier Celestino Gilardi und Andrea Castaldi. In seinen ersten Werken konzentrierte er sich auf Porträts und auf Bilder mit historischen oder biblischen Motiven. 1889 konnte er in Turin seine Werke erstmals öffentlich ausstellen.
1895 nahm er mit dem Werk Contrasti (dt. „Kontraste“) erstmals an der Biennale in Venedig teil. Im selben Jahr stellte er weitere Arbeiten in Turin und Mailand aus. Im Jahr darauf fertigte er ein Wandgemälde in der Kirche San Gioachino in Turin an. 1897 schuf er seine erste Werbearbeit für die Spumantekellerei der Gebrüder Gancia in Canelli, der eine andere Arbeit für das Teatro Regio in Turin folgte. Im mondänen Umfeld des Theaters konnte er sich bald als Maler neben anderen zeitgenössischen Künstlern wie Giacomo Grosso etablieren. Bis zum Ende des Jahrhunderts war er mit weiteren Arbeiten auf mehreren Ausstellungen vertreten, die auch von bekannten Persönlichkeiten, wie dem Dichter Gabriele D’Annunzio besucht wurden.
An der Internationalen Weltausstellung in Paris 1900 wurde eine seiner Arbeiten mit der Bronzemedaille ausgezeichnet. In der Folge ließ er sich in der französischen Hauptstadt nieder und fertigte dort vor allem Werbezeichnungen an. 1905 kehrte er in seine Heimatstadt Tortona zurück.
Nach seiner Rückkehr nach Italien wurde Cesare Saccaggi als Ehrenmitglied in die Accademia di Belle Arti di Brera aufgenommen. 1910 und 1913 folgten weitere Teilnahmen an der Biennale in Venedig. Zudem war er mit arbeiten 1910 an der Weltausstellung für schöne Künste in Buenos Aires und 1911 in Rom präsent. Nach dem Ausbruch des Ersten Weltkrieges im Juli 1914 unterstützte er die interventionistische Seite in Italien, die sich für Aufhebung der italienischen Neutralität und den Kriegseintritt auf Seiten der Triple Entente starkmachte. Seine nationalistische Haltung vor und nach dem italienischen Kriegseintritt, manifestierte sich auch in einigen seiner Arbeiten.
Bis zu seinem Tode nahm er an nationalen und internationalen Ausstellungen teil. Cesare Saccaggi starb nach längerer Krankheit im Alter von 66 Jahren 1934 in seiner Heimatstadt Tortona.
Saccaggis Werke können dem Symbolismus, dem Präraffaelismus und dem Stile liberty zugeordnet werden. Neben der Malerei betätigte er sich auch als Bildhauer und als Komponist.

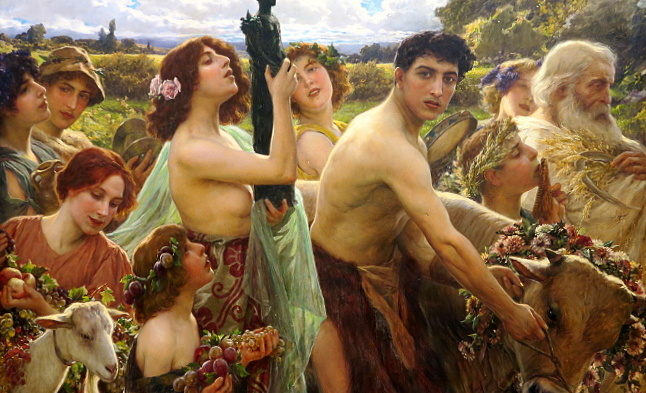
Ave Natura, 1910.
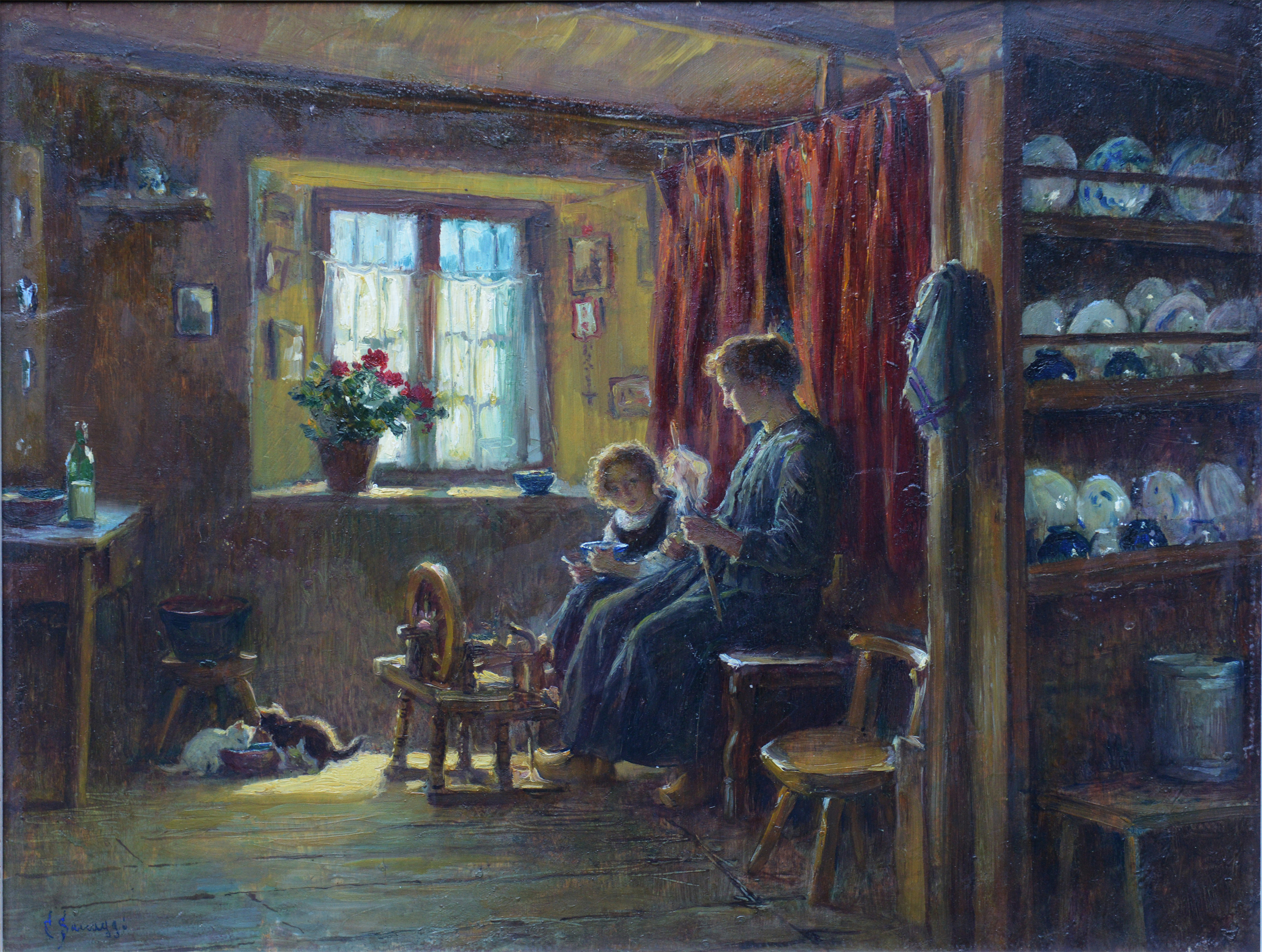
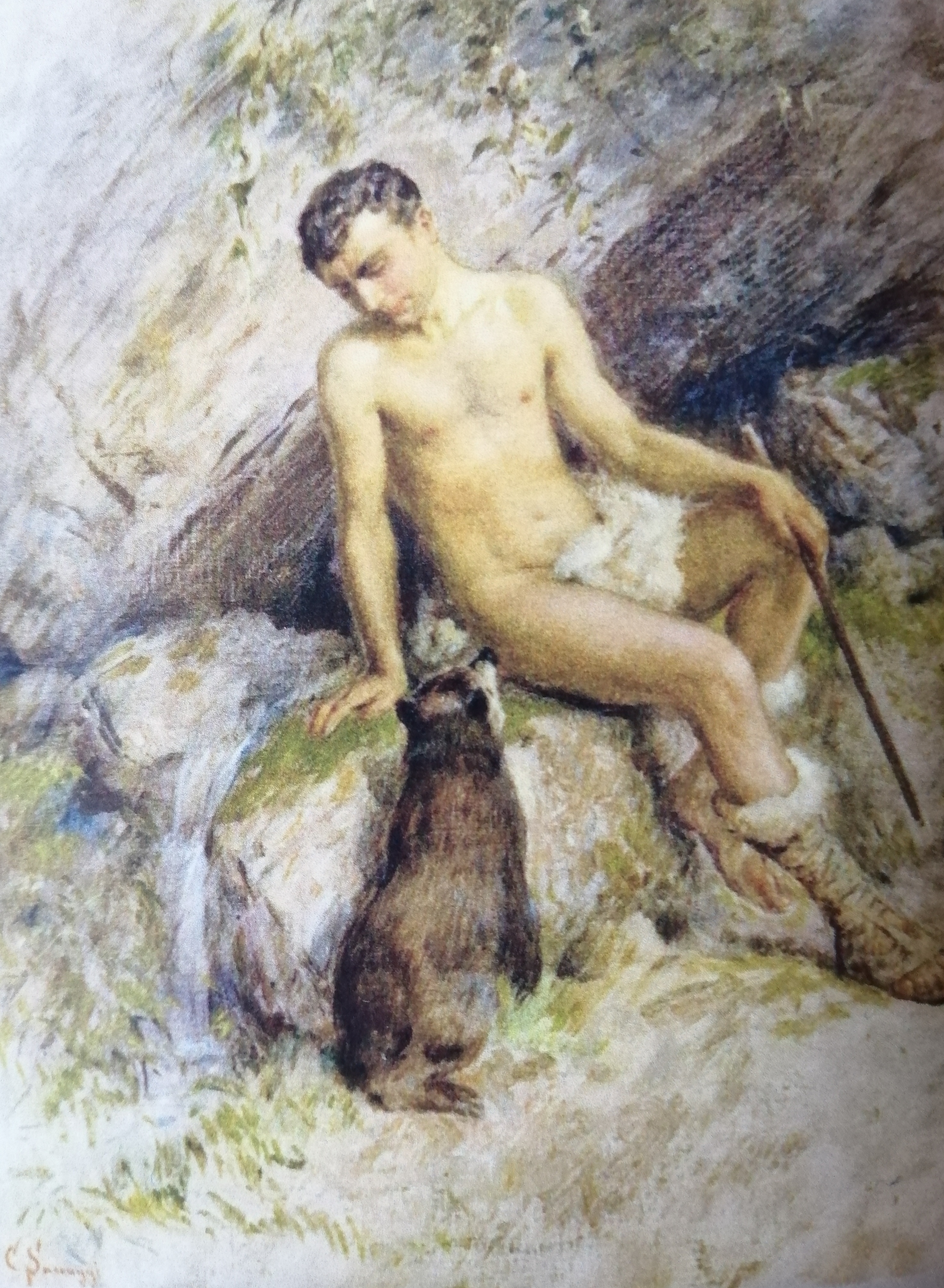
Hirte von Arkadien, 1927
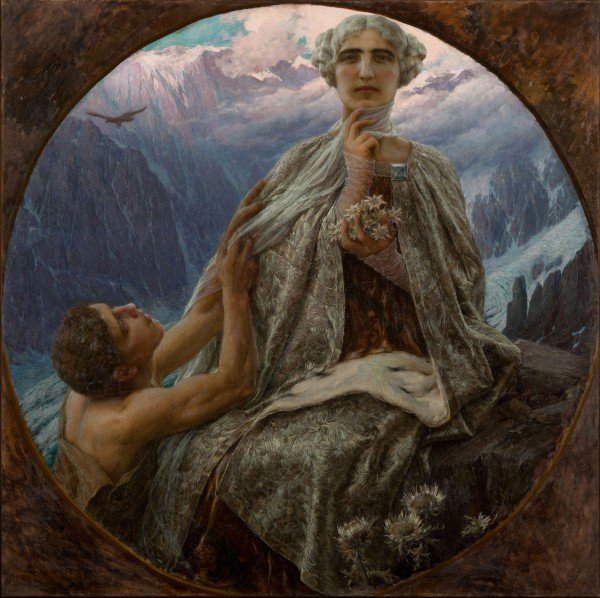
Der Gipfel oder Die Königin des Eises, 1912
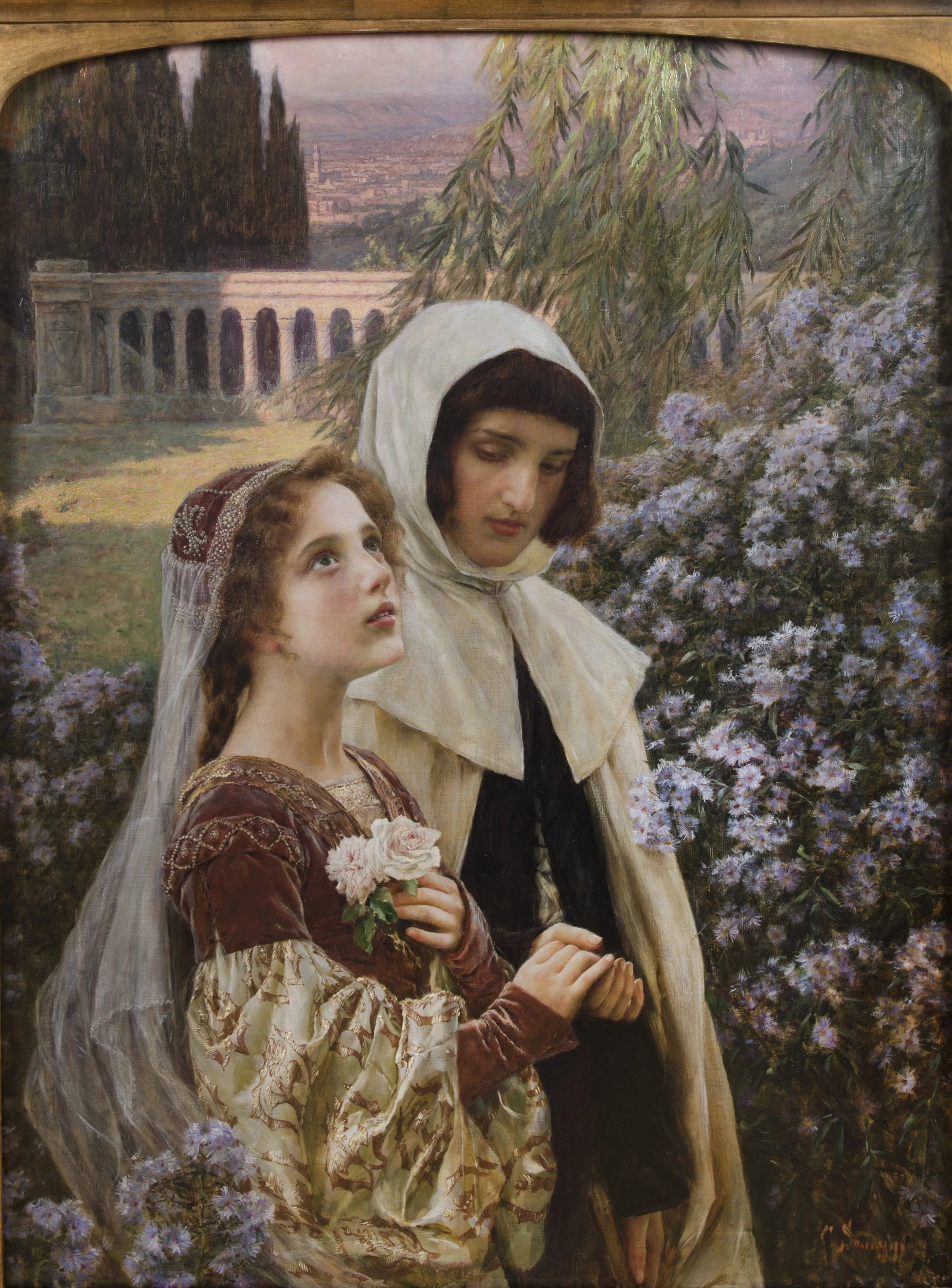
Incipit vita nova, Dante und Beatrice im Garten, ein Meisterwerk im präraffaelitischen Stil von 1903.
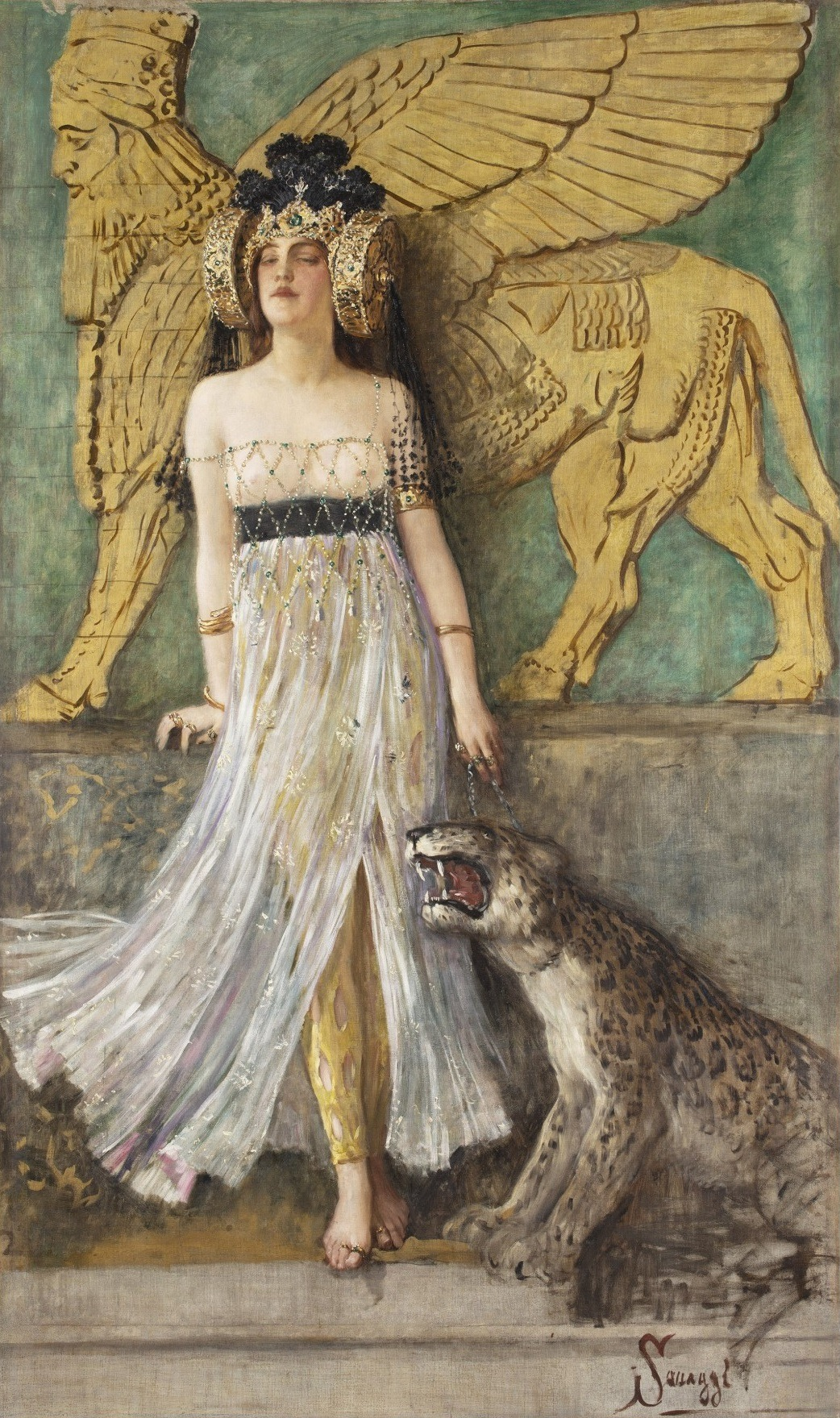
Königin Semiramis, 1905
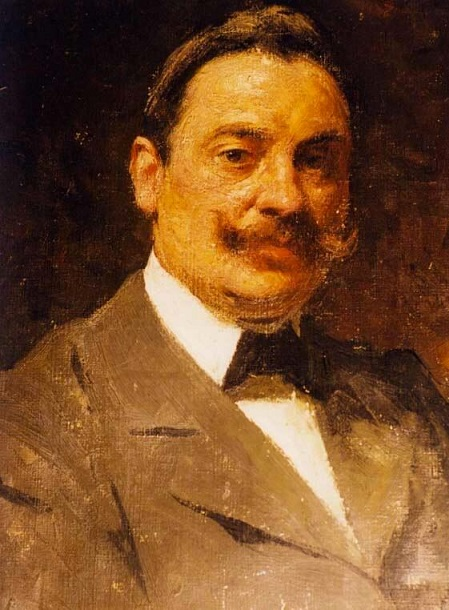
Cesare Saccaggi, Porträt von Giacomo Grosso, um 1910
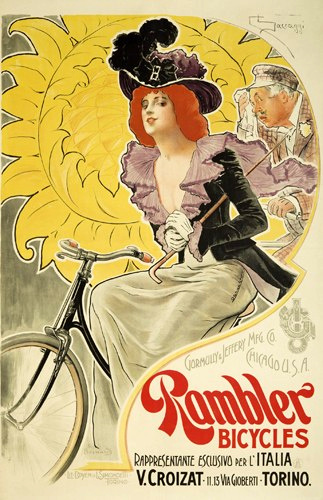